# Collectif Palestine vaincra
Pour les articles homonymes, voir CPV.
Le Collectif Palestine vaincra (CPV) (arabe : رابطة فلسطين ستنتصر) est une organisation pro-palestinienne et antisioniste d'extrême gauche française, fondée en mars 2019 à Toulouse. Elle milite pour la solution à un État au conflit israélo-palestinien.
Le 9 mars 2022, le ministre de l'Intérieur Gérald Darmanin annonce la dissolution de l'organisation. Cette dissolution est suspendue en référé par le Conseil d'État le 29 avril 2022. Le collectif est définitivement dissous le 20 février 2025 à la suite d'une confirmation du Conseil d'État jugeant sur le fond.

## Historique
Le Collectif Palestine vaincra est fondé en mars 2019 à Toulouse, sous la forme d'un groupement de fait. Il prend la relève de l'organisation Coup pour coup 31, fondée en 2009. Son porte-parole est Tom Martin,.
Selon Le Monde, en 2022, il compte une dizaine de membres actifs.

## Positionnement, revendications et actions

### Positionnement et revendications
Le Collectif Palestine vaincra est antisioniste et classé à l'extrême gauche. Selon Le Point, le CPV est étroitement lié à l'Organisation communiste marxiste léniniste — Voie prolétarienne. Il entretient aussi des liens avec le Front populaire de libération de la Palestine et milite pour la solution à un État au conflit israélo-palestinien,.
Au sein de sa charte, le CPV indique avoir pour objectif de « combattre l'État d'Israël en tant qu'entité coloniale et raciste, poste avancé de l'impérialisme occidental dans la région » et de soutenir « une Palestine libre, multiculturelle et démocratique de la mer au Jourdain ».
Le collectif revendique la défense de la cause des Palestiniens ainsi que des positions antiracistes, anticolonialistes et anti-impérialistes,,. Estimant qu'Israël impose une politique de ségrégation raciale, il s'oppose à la collaboration des différents gouvernements français avec Israël,.
En 2021, le collectif appelle à la libération du militant palestinien Ahmad Saadat.
Le 7 octobre 2023, Palestine vaincra commente l'attaque du Hamas contre Israël.

### Actions

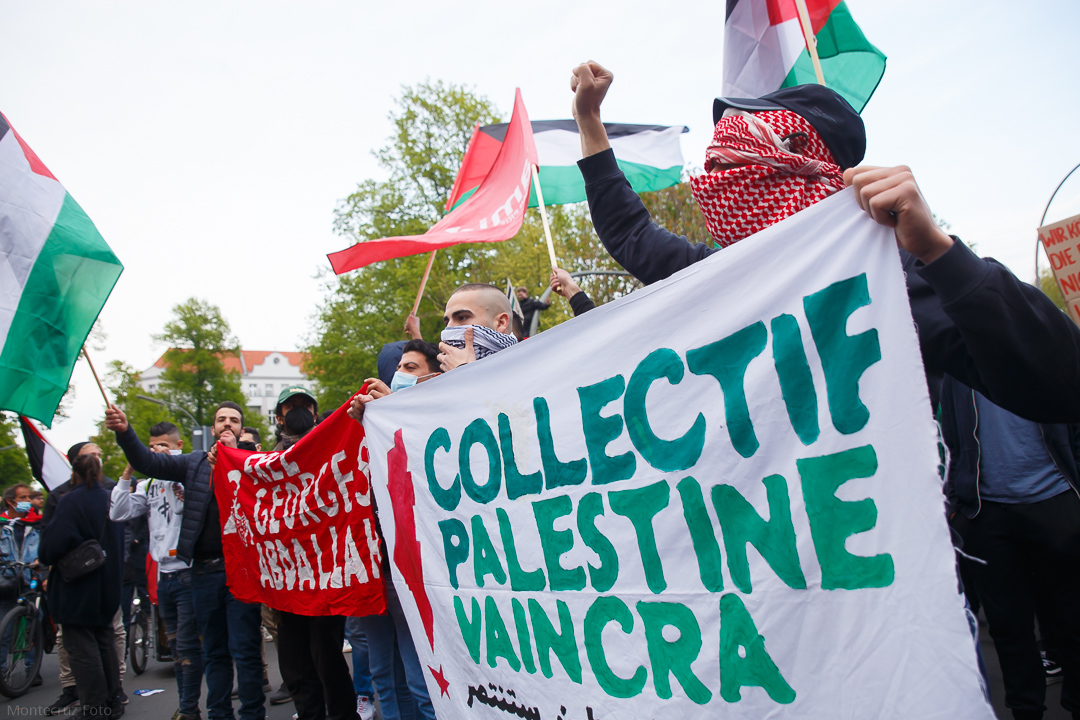
Militants du Collectif Palestine vaincra lors d'une manifestation pour la journée internationale des travailleurs à Berlin, le 1er mai 2022.

À Toulouse, le Collectif Palestine vaincra mène une campagne contre le jumelage de Toulouse avec Tel Aviv. Le collectif participe également à l'organisation de manifestations annuelles pour la libération du communiste libanais Georges Ibrahim Abdallah.
Proche du mouvement Boycott, désinvestissement et sanction, le CPV participe aux campagnes de boycott des produits israéliens,,.
En 2020, le CPV vandalise plusieurs panneaux publicitaires de la compagnie JCDecaux pour y installer ses propres affiches.
En 2021, le Collectif Palestine vaincra participe à un rassemblement d'hommage aux victimes des attentats de mars 2012,.
En 2022, il lance une campagne nommée #Palestine2022, visant à imposer la cause palestinienne comme un sujet de débat lors de l'élection présidentielle de 2022. La même année, selon Le Monde, sa principale activité reste de tenir un stand d'informations dans le centre-ville de Toulouse.
En octobre 2023, dans le contexte de la guerre à Gaza, le CPV organise un rassemblement pro-palestinien à Toulouse, qui est interdit par le préfet de Haute-Garonne.

## Dissolution

### Projet de dissolution
En février 2022, le ministre de l'Intérieur, Gérald Darmanin, annonce sa demande de la dissolution du Comité action Palestine et du Collectif Palestine vaincra, accusant ce dernier d'« appel à la haine, à la discrimination, à la violence » et de cultiver « le sentiment d'oppression des « peuples musulmans » […] dans l'objectif de diffuser l'idée d'une islamophobie à l'échelle internationale », « sous couvert de défendre la cause palestinienne »,,. Sont également reprochés au CPV des commentaires non-modérés sur sa page Facebook, ainsi que l'appel à des campagnes de boycott contre Israël.
En réaction au projet de dissolution, le Collectif Palestine vaincra dénonce une « attaque contre le mouvement de solidarité avec la Palestine »,.

### Dissolution
Le 9 mars 2022, le ministère de l'Intérieur annonce la dissolution du Collectif Palestine vaincra et du Comité action Palestine en conseil des ministres,.

### Recours contentieux
Suivant leur dissolution, le Comité action Palestine et Palestine vaincra déposent un recours auprès du Conseil d'État. L'Association France Palestine Solidarité et l'Union syndicale Solidaires déposent des mémoires au tribunal afin de soutenir la requête, ainsi que l'Union juive française pour la paix,.
Le 29 avril 2022, le Conseil d'État suspend la dissolution des deux associations, considérant que le décret « n'est ni nécessaire ni adapté et porte une atteinte disproportionnée à la liberté d'expression et à la liberté d'association », car le Collectif Palestine vaincra « ne provoque ni ne contribue à la discrimination, à la haine ou à la violence, que ses prises de position vis-à-vis d'Israël et du sionisme ne présentent pas un caractère antisémite, qu'il a toujours condamné l'antisémitisme, que la campagne de boycott des produits israéliens constitue une modalité légitime d'expression d'opinions protestataires ». L'État doit verser 3 000 € chacun au Collectif Palestine vaincra et au Comité action Palestine,,,,.
Le 20 février 2025, le Conseil d'État rejette définitivement la requête d’annulation du décret de dissolution,,.

## Critiques par NGO Monitor
NGO Monitor (en), une organisation non gouvernementale pro-israélienne, reproche au Collectif Palestine vaincra de compter comme membres d'honneur la militante palestinienne Leïla Khaled et le communiste libanais Georges Ibrahim Abdallah ; ainsi que d'avoir collecté des dons pour l'association palestinienne Les Enfants du martyr Ghassan Kanafani, qui auraient selon NGO Monitor supposément servi à financer un camp d'entraînement à la guérilla pour enfants en Palestine. Le CPV dément ces accusations, affirmant que les dons ont servi à financer des vacances estivales pour des enfants palestiniens,.